# Lestodiplosis fenestra
Lestodiplosis fenestra är en tvåvingeart som först beskrevs av Ephraim Porter Felt 1908.  Lestodiplosis fenestra ingår i släktet Lestodiplosis och familjen gallmyggor.
Artens utbredningsområde är New York. Inga underarter finns listade i Catalogue of Life.